# Pachymenes citreocinctus
Pachymenes citreocinctus är en stekelart som först beskrevs av Henri Saussure.  Pachymenes citreocinctus ingår i släktet Pachymenes och familjen Eumenidae. Inga underarter finns listade i Catalogue of Life.